# Billy J. Mitchell
 (mai 2024).
Si vous disposez d'ouvrages ou d'articles de référence ou si vous connaissez des sites web de qualité traitant du thème abordé ici, merci de compléter l'article en donnant les références utiles à sa vérifiabilité et en les liant à la section « Notes et références ».
Pour les articles homonymes, voir Bill Mitchell (homonymie) et Mitchell.
Billy J. Mitchell, est un acteur américain né le 16 juin 1942[Où ?] et mort  le 9 mars 1999 dans le Hertfordshire (Angleterre).

## Filmographie

### Cinéma
- 1976 : Carry On England : Gunner Childs
- 1978 : Superman : le premier éditeur
- 1981 : Ragtime : le deuxième assistant de Delma
- 1983 : Star Wars, épisode VI : Le Retour du Jedi : Keir Santage
- 1983 : Lady Revanche : Gross
- 1983 : Jamais plus jamais : Capitaine Pederson
- 1984 : Top secret ![1] : Martin
- 1985 : Les Débiles de l'espace : le commandant de l'unité de surveillance de l’espace d'Alaska
- 1985 : Rustlers' Rhapsody : le médecin de ville
- 1985 : Le Justicier de New York : l'avocat de Fraker
- 1986 : Nuit de noce chez les fantômes : un policier
- 1988 : Bird : Prince
- 1988 : Qui veut la peau de Roger Rabbit : le deuxième médecin légiste
- 1989 : Indiana Jones et la Dernière Croisade : Dr Mulbray
- 1990 : Double Arnaque : Elmer
- 1992 : Malcolm X : un homme
- 1995 : GoldenEye : Amiral Chuck Farrell
- 1998 : What Rats Won't Do
- 2005 : A Year and a Day : le leader du groupe

### Télévision
- 1977 : Cosmos 1999 : Professeur Hunter (2 épisodes)
- 1977 : The Lively Arts : un soldat (1 épisode)
- 1980 : Oppenheimer : Capitaine Deke Parsons (2 épisodes)
- 1982 : Nancy Astor : Simmons (1 épisode)
- 1983 : Philip Marlowe, détective privé : Charlie (2 épisodes)
- 1984 : Down in the Valley : un garde
- 1987 : Omnibus : un homme au bar (1 épisode)
- 1988 : Small World : Maxwell (1 épisode)
- 1989 : Bergerac : Bill Loman (1 épisode)
- 1990-1992 : Jeeves and Wooster : Blumenfield (2 épisodes)
- 1992 : La Baie des fugitifs : Vic Warren (1 épisode)
- 1995 : Le Club des cinq : Elbur Wright (1 épisode)
- 1997 : Kavanagh : Bellamy (1 épisode)
- 1998 : Coronation Street : le client américain (1 épisode)
- 1998 : Big Train (1 épisode)

### Jeu vidéo
- 1995 : SilverLoad
- 1995 : Defcon 5
- 1997 : Independence War